# William Dean Martin
William Dean Martin (Annapolis, Maryland, 1981. június 15. –) amerikai zenész, a Good Charlotte gitárosa, és billentyűse.

## Pályafutása
Hatodik osztályos kora óta gitározik. A Severna Park középiskolába járt. Első együttesében, az Owerflow-ban énekelt és gitározott. A banda dobosával Steve Sievers-szel közösen hozták létre a Level 27 Clothing nevű ruházati márkát 2000-ben.
Billy állatvédő és vegetáriánus.
Billy a harmadik albumukon, a The Chronicles of Life and Death-en működött közre először, mint billentyűs. Ugyanennek az albumnak ő tervezte a borítóját, és közreműködött a Predictable és a The Chronicles of Life and Death videó grafikai munkálataiban.
A Mountain és a Ghost of you című dal másodszerzője.
Kedvenc rendezője Tim Burton.
2008. március 1-jén feleségül vette középiskolai szerelmét, a fodrász Linzi Williamsont, akivel előtte 8 éve volt együtt. 2009. január 26-án megszületett első fiúk, Dreawyn Kingslee Martin.
2009. december 22-én Billy bejelentette, hogy 2010-ben megszűnik a Level 27.

## Diszkográfia
- Good Charlotte (2000)
- The Young and the Hopeless (2002)
- The Chronicles of Life and Death (2004)
- Good Morning Revival (2007)
- Cardiology (2010)